# Лейк (округ, Калифорния)
Лейк (англ. Lake County) — округ, расположенный в американском штате Калифорния. Окружной центр — город Лейкпорт. По данным Переписи населения США 2010 года, в округе проживает 64 665 человек. Своё название округ берёт от находящегося здесь озера Клир-Лейк (рус. Чистое озеро), крупнейшего природного озера, целиком расположенного в Калифорнии.

## История
Округ Лейк был образован 20 мая 1861 года из территорий округов Мендосино и Напа.

## География
По данным Бюро переписи населения США, округ имеет общую площадь в 3440 км², из которых 3250 км² занимает суша, а 190 км² (5,5%) — водная поверхность.

## Климат
Округ Лейк расположен в зоне средиземноморского климата.
| Показатель                    | Янв.  | Фев.  | Март  | Апр. | Май  | Июнь | Июль | Авг. | Сен. | Окт. | Нояб. | Дек.  | Год |
| ----------------------------- | ----- | ----- | ----- | ---- | ---- | ---- | ---- | ---- | ---- | ---- | ----- | ----- | --- |
| Абсолютный максимум, °C       | 24    | 27    | 29    | 34   | 38   | 46   | 45   | 44   | 44   | 40   | 33    | 26    | 46  |
| Средний суточный максимум, °C | 13    | 14    | 17    | 19   | 24   | 29   | 33   | 32   | 29   | 24   | 17    | 13    | 22  |
| Средний суточный минимум, °C  | 0     | 1     | 2     | 4    | 7    | 11   | 13   | 12   | 9    | 6    | 2     | 0     | 5,6 |
| Абсолютный минимум, °C        | −13   | −9    | −8    | −5   | −2   | 1    | 4    | 4    | −1   | −6   | −7    | −14   | −14 |
| Норма осадков, мм             | 163,8 | 150,1 | 115,1 | 43,9 | 28,7 | 5,6  | 0,5  | 2,5  | 10,9 | 36,6 | 89,2  | 151,1 | 798 |
| Источник: Погода и климат     |       |       |       |      |      |      |      |      |      |      |       |       |     |

## Демография
По данным переписи населения 2010 года в округе Лейк проживает 64 665 человек. Плотность населения равняется 19 чел./км². Расовый состав выглядит следующим образом: 80,5% белых, 1,9% черных, 3,2% коренных американцев, 1,1% азиатов, 0,2% жителей тихоокеанских островов, 8,4% других рас, 4,7% представителей двух и более рас.

## Населённые пункты и территории

### Города
- Лейкпорт (окружной центр)
- Клирлейк

### Статистически обособленные местности
- Клирлейк-Окс
- Клирлейк-Ривиера
- Кобб
- Хидден-Валли-Лейк
- Келсивилл
- Лоуэр-Лейк
- Люцерн
- Мидлтаун
- Найс
- Норт-Лейкпорт
- Сода-Бей
- Спринг-Валли
- Аппер-Лейк

### Невключённые территории
- Финли
- Гленхейвен
- Лох-Ломонд
- Паррамор-Спрингс
- Уисперинг-Пайнс

## Известные уроженцы и жители
- Майкл Берриман — американский актёр.
- Лилли Лэнгтри — британская актриса и «светская львица».